# Джо Лин Търнър
Джо Лин Търнър (на английски: Joe Lynn Turner, роден като Joseph Linquito, Джоузеф Линкито) е американски хардрок певец от италиански произход. Професионалната му кариера започва през 1976 година с американската група „Фанданго“. Става популярен през 1981 година, след като замества в „Рейнбоу“ вокалиста Греъм Бонит. След като издава четири албума с „Рейнбоу“, през 1990 година става вокалист на „Дийп Пърпъл“, след като Иън Гилън я напуска за периода до 1992 година. С „Дийп Пърпъл“ издава Slaves & Masters (1990). По-късно работи с музиканти като Глен Хюз и Ингви Малмстийн. Има успешна солова кариера. От 1996 година е вокалист на финландската рок група „Брейзън Абът“ на българина Николо Коцев. С „Брейзън Абът“ Търнър посещава България за първи път за концертни турнета през 2002 – 2003 година, а през 2007 година също с „Брейзън Абът“ участва в рок-фестивала „Берксток“ в Берковица. През септември 2015 година изнася голям концерт на крепостта „Туида“ в Сливен. През 2016 участва във фестивал в Монтана. Като дете свири на акордеон, а през тийнейджърските си години – и на китара. Проявява интерес към класическия ритъм енд блус.

## Биография
Рожденото име на Джо Лин Търнър е Джоузеф Артър Марк Линкито. В гимназията сформира групата „Езра“, която изпълнява кавъри на Джими Хендрикс, „Фрий“, „Куийн“ и „Дийп Пърпъл“, както и свои собствени песни. През 1976 година Търнър се радва на първия си международен успех с „Фанданго“ – група, описвана като електрическа смесица между Р&Б, поп, кънтри, джаз и мелодичен рок. Във всичките четири албума на групата той пее и свири на китара. С Търнър „Фанданго“ подгрява редица известни изпълнители, сред които The Allman Brothers Band, The Marshall Tucker Band, „Бийч Бойс“ и Били Джоел.
След като „Фанданго“ се разпадат, получава обаждане от Ричи Блекмор. Резултат от него е прослушване, което печели място на Търнър в „Рейнбоу“. Въпреки че „Рейнбоу“ са популярни в Европа и Япония, те не могат да постигнат същото в САЩ, до включването на Търнър. С него групата вкарва няколко песни в топ 20 в радио класациите в началото и средата на 80-те. Stone Cold става първото парче на „Рейнбоу“, което влиза в топ 40, а видеоклиповете на групата често се излъчват по MTV. С „Рейнбоу“ записва три албума: Difficult to Cure (1981), Straight Between the Eyes (1982) и Bent Out of Shape (1983), след което групата се разпада през 1984 година.
През 1985 година издава соло албума Rescue You, продуциран от Рой Томас Бейкър, известен с работата си с „Куийн“ и „Дъ Карс“. Съавтор на повечето песни е кийбордистът Ал Грийнууд („Форинър“). Първият сингъл – Endlessly, се излъчва често по радиото и MTV. Следват турнета с Night Ranger и Пат Бенатар и роля във филма Blue Deville.
През 1987 година пее беквокали в песните Hot Love и Gina от албума на Майкъл Болтън The Hunger. През следващата година участва в албума Odyssey на Ингви Малмстийн. Последвалото кратко турне включва концерт в Ленинград, който е издаден под името Trial by Fire (1989). През 1989 година се присъединява към „Дийп Пърпъл“ на мястото на Иън Гилън и по този начин става четвъртият певец на групата. С „Пърпъл“ Търнър записва само един албум – Slaves & Masters (1990), който достига 87-о място в класацията на Билборд, а през 1991 година прави с тях сравнително успешно турне. В края на 1992 година Гилън се завръща в групата.
От средата на 90-те Търнър работи основно по соло кариерата си, но се включва и в други проекти, като „Брейзън Абът“ на Николо Коцев, рок-операта на Коцев Nostradamus и „Хюз Търнър Проджект“ с Глен Хюз. Освен това издава три албума с групата Mother's Army, в която участват Джеф Уотсън, Боб Дейзли и Кармин Апис. През 2006 година се включва в изключително успешния студиен проект „Сънсторм“ на басиста Денис Уорд (Pink Cream 69), с който до 2018 г. записва пет албума.
През 2008 година Търнър сформира „Оувър дъ Рейнбоу“ – трибют група, съставена от бивши членове на „Рейнбоу“: Пол Морис (клавишни 1994 – 97) и сина на Ричи Блекмор, Юрген (китара).
Търнър участва в турнето на Big Noize като вокалист, заедно с китариста Карлос Кавасо, басиста Фил Сусан и барабаниста Вини Апис.
Понастоящем Търнър е член на норвежката група The Jan Holberg Project.
От средата на 2012 до края на 2013 година Джо Търнър изнася концерти в България в градовете: Търново, Варна, Каварна, Бургас, Монтана. Съпровождат го музикантите от студийната група „Фобос“ в състав: Нелко Коларов – клавири, Константин Джамбазов – китара, Звездомир Керемидчиев – бас китара и Иво Иванчев – ударни.
На 9 февруари 2015 година участва в българския X Factor в дует с победителя Славин Славчев, с когото изпълняват песента Street of Dreams.
На 19 септември 2015 година изнася тричасов концерт в Сливен на сцената на късноантичната крепост „Туида“ заедно с група „Кикимора“ на Николо Коцев, която осигурява участието на звездата в България. Организатор на събитието е Община Сливен. На концерта присъстват над 5000 души, а публиката два пъти връща Търнър да пее на бис.
Участва на 17 юни 2016 г. на фестивала „Изкуството е...“ в Монтана с рок група „Еридан“ – професионалисти, избрани от него. На феста, организиран от оперната певица Нелиан Николова, присъстват над 5000 души. На следващия ден прави шоу в Троян.
На 30 юли 2016 г. участва във фестивала „Огненият Дунав“ в град Тутракан, където изнася концерт.

## Дискография

### Соло
- Rescue You (1985)
- Nothing's Changed (1995)
- Under Cover (1997, кавър албум)
- Hurry Up And Wait (1998)
- Under Cover 2 (1999, кавър албум)
- Waiting For A Girl Like You (1999, EP)
- Holy Man (2000)
- Challenge Them All (2001, EP)
- Slam (2001)
- JLT (2003)
- The One (2004, EP)
- The Usual Suspects (2005)
- Second Hand Life (2007)
- Live in Germany (2008, концертен)
- The Sessions (2016, сборен)
- Street of Dreams – Boston 1985 (2016, концертен)
- Belly of the Beast (2022)

### С „Фанданго“
- Fandango (1977)
- Last Kiss (1978)
- One Night Stand (1979)
- Cadillac (1980)
- The Best of Joe Lynn Turner and Fandango (1981, сборен)
- Fandango – Joe Lyn Turner (1982, сборен)
- The Best of Fandango (1999, сборен) (само в Япония)

### С „Рейнбоу“
- Difficult to Cure (1981)
- Jealous Lover EP (1981)
- Straight Between the Eyes (1982)
- Bent Out of Shape (1983)
- Finyl Vinyl (1996)
- The Very Best of Rainbow (1997)
- The Millennium Collection (2000)
- Pot of Gold (2002)
- All Night Long: An Introduction (2002)
- Catch the Rainbow: The Anthology (2003)

### С „Дийп Пърпъл“
- Slaves & Masters (1990)

### С „Брейзън Абът“
- Eye of the Storm (1996)
- Bad Religion (1997)
- Guilty as Sin (2003)
- A Decade of Brazen Abbot (2004)
- My Resurrection (2005)

### С „Мадърс Арми“
- Mother's Army (1993)
- Planet Earth (1997)
- Fire On The Moon (1998)

### С „Хюз Търнър Проджект“
- HTP (2002)
- Live In Tokyo (2002)
- HTP 2 (2003)
- Michael Men Project – Made in Moscow (2005)

### С Ингви Малмстийн
- Odyssey (1988)
- Trial by Fire (1989, концертен)
- Inspiration (1996, кавър албум, „Pictures of Home“, „Demon's Eye“, „Spanish Castle Magic“)

### Със Сънсторм
- Sunstorm (2006)
- House of Dreams (2009)
- Emotional Fire (2012)
- Edge of Tomorrow (2016)
- The Road to Hell (2018)

### С „Рейтид Екс“
- Rated X (2014)

### Други
- The Heavenly Kid – саундтрак (1985, „Heartless“)
- Дон Джонсън – Heartbeat (1986) – беквокали
- Майкъл Болтън – The Hunger (1987) – беквокали
- Шер – Cher (1987) – беквокали
- Джон Уейт – Rovers Return (1987) – беквокали
- Ли Аарон – Lee Aaron (1987, съавтор на „Powerline“, „Hands Are Tied“ и „Number One“)
- Джими Барнс – Freight Train Heart (1987, съавтор на „Walk On“)
- Bonfire – Fire Works (1987, съавтор на „Sleeping All Alone“ и „Sweet Obsession“)
- TNT – Intuition (1988) – беквокали
- Бони Тайлър – Notes from America (1988) – беквокали
- Дон Джонсън – Let It Roll (1989) – беквокали
- Мик Джонс – Mick Jones (1989)
- Alexa – Alexa (1989)
- Пол Карак – Groove Approved (1989)
- Били Джоел – Storm Front (1989) – беквокали
- Slyce – Slyce (1990)
- Riot – The Privilege of Power (1990, „Killer“)
- Майкъл Болтън – Time, Love and Tenderness (1991) – беквокали
- Кати Троколи – Pure Attraction (1991) – беквокали
- Лита Форд – Dangerous Curves (1991, съавтор на „Little Too Early“) – беквокали
- Hellcats – Hellcats 2 (1992)
- TNT – Realized Fantasies (1992) – беквокали
- Тейлър Дейн – Soul Dancing (1993) – беквокали
- Bloodline – Bloodline (1994)
- Blues Bureau International – Cream Of The Crop (1994, „Sittin' on Top of the World“)
- Smoke on the Water (A Tribute) (1994, „Lazy“)
- Nerds – Poultry In Motion (1995)
- Black Night: Tribute to Deep Purple (1995, „Black Night“, „Woman from Tokyo“, „Stormbringer“ и „Speed King“)
- Тоши Канкава – Toshi Kankawa (1996)
- Mojo Brothers – Mojo Brothers (1997)
- Thunderbolt: A Tribute to AC/DC (1997, „Back in Black“)
- Вик Ле Кар – Never Stranded (1998)
- Стюарт Смит – Heaven & Earth (1998)
- Ниджи Денсенцу – Rainbow Tribute (1998, „Spotlight Kid“ и „Drinking with the Devil“)
- Лесли Уест – As Phat as it Gets (1999)
- Randy Rhoads „Tribute“ (2000, „Mr Crowley“, „Over the Mountain“, „Diary of a Madman“)
- Tribute to Ozzy – Bat Head Soup (2000, „Hellraiser“)
- Tribute to Van Halen (2000, „Dance the Night Away“)
- Fire Woman: A Tribute to The Cult (2001, „The Rain“)
- Николо Коцев – Nikolo Kotzev's Nostradamus (2001)
- Voices for America – Special WTC EP (2001)
- Rock Ballads – WTC Benefit (2001)
- Stone Cold Queen: A Tribute (2001, „Fat Bottomed Girls“)
- Тери Брок – Freedom (2001)
- Стюарт Смит – Heaven & Earth – 2 (2001)
- The Tour Bus Road Trip (2001, „Stone Cold“)
- Tribute to Aerosmith: Let the Tribute Do the Talking (2002, „Let the Music Do the Talking“)
- Маунтин – Mystic Fire (2002, „Mystic Fire“, „The Sea“)
- Influences & Connections – Volume One: Mr. Big (2003, „Colorado Bulldog“, „Daddy, Brother, Lover, Little Boy“)
- Мъри Уейнсток – Tails of the City (Dog Tunes) (2004, „Dog About Town“)
- Metallic Attack – Metallica The Ultimate Tribute (2004, „Nothing Else Matters“)
- Karl Cochran's Voodooland – Give Me Air (2004, „Make Up Your Mind“, „Freedom“)
- Еди Оджеда – Axes 2 Axes (2005, „Living Free“)
- Numbers from the Beast (An All Star Salute To Iron Maiden) (2005, „2 Minutes to Midnight“)
- Майкъл Шенкер Груп – Heavy Hitters (2005, „All Shook Up“)
- Блекморс Найт – The Village Lanterne (2006, бонус „Street Of Dreams“)
- Джо Лин Търнър и Новата японска филхармония – Tribute to Rainbow (2006)
- Акира Каджияма + Джо Лин Търнър – Fire Without Flame (2006)
- Виталий Куприй – Revenge (2007, „Follow Your Heart“)
- Icarus Witch – Songs for the Lost (2007, „Mirror Mirror“)
- Cem Köksal featuring Joe Lynn Turner – Live! (2007, DVD)
- Джими Джеймисън – Crossroads Moment (2008, хор в „When Rock Was King“)
- We Wish You a Metal Xmas and a Headbanging New Year (2008, „Rockin' Around the Xmas Tree“)
- Хауърд Лийс – Secret Weapon (2009, „Alive Again“, „Hot To Cold“)
- The Ultimate Tribute to Ozzy Osbourne (2009, "Hellraiser")
- Voices of Rock – High & Mighty (2009, „Tonight“)
- The Jan Holberg Project feat Joe Lynn Turner – Sense of Time (2011)
- MelodicRock.com, Vol. 7 – Forces Of Dark & Light (2010, „This Is Who I Am“, „Give It Up“ (с Джейн Богарт))
- Pushking – The World As We Love It (2011, „Head Shooter“, „Kukarracha“)
- Робин Бек – The Great Escape (2011, „That All Depends (On What You Do Tonight)“)
- Who Are You: An All Star Tribute to The Who (2012, „The Seeker“)
- Джордж Гакис – Too Much Ain't Never Enough (2012, „Street Of Broken Dreams“)
- Авантейжа – The Mystery of Time (2013, „Spectres“, „The Watchmakers' Dream“, „Savior In The Clockwork“, „The Great Mystery“)
- Fly Like an Eagle: An All-Star Tribute to Steve Miller Band (2013, „Jungle Love“)
- Light My Fire: A Classic Rock Salute to The Doors (2014, „Riders On The Storm“)
- Magnus Karlsson's Free Fall – Kingdom of Rock (2015, „No Control“)
- Paco Ventura – Black Moon (2015, „The End“)
- The Parliament of Souls – a project honouring the memory of Václav Havel (2016)
- Bob Daisley and Friends – Moore Blues for Gary (A Tribute To Gary Moore) (2018, „The Blues Just Got Sadder“, „Power of the Blues“)
- Star One – Revel in Time (2022, „The Year of '41“)